# Arcturides acuminatus
Arcturides acuminatus är en kräftdjursart som beskrevs av Mrs. Sheppard 1957. Arcturides acuminatus ingår i släktet Arcturides och familjen Arcturididae. Inga underarter finns listade i Catalogue of Life.